# 2001年全仏オープン
2001年 全仏オープン（2001ねんぜんふつオープン、Internationaux de France de Roland-Garros 2001）は、フランス・パリにある「スタッド・ローラン・ギャロス」にて、2001年5月28日から6月10日にかけて開催された。

## シニア

### 男子シングルス
グスタボ・クエルテン def.  アレックス・コレチャ, 6-7, 7-5, 6-2, 6-0
- クエルテンが、1997年・2000年に続いて2年連続3度目の優勝を果たした。全仏オープン「3勝」はイワン・レンドル、マッツ・ビランデルらと並ぶ大会歴代4位タイ記録。

### 女子シングルス
ジェニファー・カプリアティ def.  キム・クライシュテルス, 1-6, 6-4, 12-10
- 先の全豪オープンで4大大会初優勝を遂げたジェニファー・カプリアティが 1-6, 6-4, 12-10 の激戦を制し、4大大会2連勝を達成した。

### 男子ダブルス
マヘシュ・ブパシ /  リーンダー・パエス def.  ペトル・パラ /  パベル・ビズネル, 7–6, 6–3

### 女子ダブルス
ビルヒニア・ルアノ・パスクアル /  パオラ・スアレス def.  コンチタ・マルティネス /  エレナ・ドキッチ, 6–2, 6–1

### 混合ダブルス
トマス・カーボネル /  ビルヒニア・ルアノ・パスクアル def.  ジャイミ・オンシンス /  パオラ・スアレス, 7–5, 6–3

## ジュニア

### 男子シングルス
Carlos Cuadrado def.  ブリアン・ダブル, 6-1, 6-0

### 女子シングルス
カイア・カネピ def.  スベトラーナ・クズネツォワ, 6-3, 1-6, 6-2

### 男子ダブルス
アレハンドロ・ファジャ /  カルロス・サラマンカ def.  Markus Bayer  /  フィリップ・ペッシュナー, 3-6, 7-5, 6-4

### 女子ダブルス
ペトラ・チェトコフスカ /  レナタ・ボラコバ def.  Neyssa Etienne /  Annette Kolb, 6-3, 3-6, 6-3